# 태아 3D
"태아 3D"(Fetus)는 한국에서 제작된 표만석 감독의 2012년 다큐멘터리 영화이다. 이규화 등이 주연으로 출연하였다.

## 출연

### 주연
- 이규화
- 김서영

## 기타
- 프로듀서: 표만석
- 행정: 배민경
- 조명: 홍영화
- 조명: 이순영
- 조명: 정재필
- 연출부: 이루다
- 연출부: 오필욱
- 연출부: 이성구
- 연출부: 이용인
- 연출부: 신희승
- 조감독: 조성광
- 녹음: 김남준
- 녹음: 김경수
- 녹음: 김동호
- 녹음: 남승준
- 녹음: 박홍열
- 녹음: 정경구
- 녹음: 김판중
- 녹음: 조대형
- 믹싱: 김홍중
- 믹싱: 용은지
- 사운드디자인: 김기평
- 세트: 이병준
- 소품: 이남재
- 특수분장: 신용재
- 특수효과: 신동수
- CG: 이상미
- 의상: 강윤정
- 3D영상: 장형준
- 3D영상: 장형준
- 특수영상기획: 이세연
- 특수영상감독: 이상률
- 특수영상감독: 이상률
- 3D: 허성관
- 3D: 김영덕
- 3D: 김준기
- 3D: 장진욱
- 3D: 정승환
- 3D: 김영선
- 3D: 박은혜
- 2D: 김성호
- 2D: 정영규
- 2D: 조성관
- 켈라그라피: 강병인
- 3D컨버전감독: 김문기
- 2D제작편집: 안중태
- 2D촬영: 이자성
- 2D촬영: 성학모
- 2D촬영: 김관수
- 2D촬영: 허서구
- 2D촬영: 정회천
- 2D촬영: 하용호
- 2D촬영: 이종국
- 2D촬영: 장종우
- 장비: 황인주
- 배급부문: 손희준
- 배급부문: 김가희
- 의학자문: 박문일
- 의학자문: 김원규
- 의학자문: 호정규
- 의학자문: 이기환
- 의학자문: 궁미경
- 의학자문: 원혜성
- 의학자문: 이동률
- 의학자문: 서유헌
- 의학자문: 김영보
- 그래픽기획: 강덕천